# Rhapsody in White (album)
Rhapsody in White is een vrijwel geheel instrumentaal muziekalbum van het Love Unlimited Orchestra onder leiding van Barry White.
In de Nederlandse Top 40 bereikten de singles Love's Theme en Rhapsody in White een zesde, respectievelijk een zestiende plaats.
Alle nummers werden geschreven of meegeschreven door Barry, behalve Midnight and You.
De titel van het album is mogelijk een toespeling op Rhapsody in Blue van de Amerikaanse componist George Gershwin.

## Tracklist
1. Barry's Theme
2. Rhapsody in White
3. Midnight and You
4. I Feel Love Coming On
5. Baby Blues
6. Don't Take It Away from Me
7. What a Groove
8. Love's Theme